# Jean-Luc Hudsyn
Jean-Luc Hudsyn né à Uccle le 26 février 1947, est un évêque catholique belge, évêque auxiliaire de l'archidiocèse de Malines-Bruxelles et vicaire général pour le vicariat du Brabant wallon entre février 2011 et novembre 2023. Il est aussi président de l'Association épiscopale liturgique pour les pays francophones (AELF).

## Biographie
Il suit sa formation sacerdotale au séminaire de Bruxelles. Il obtient en outre une candidature en histoire moderne et une licence en théologie à l'Université catholique de Louvain.
Il exerce successivement les ministères suivants:
- 1972-1985: vicaire paroissial à Bruxelles et coresponsable de la paroisse étudiante de Bruxelles
- depuis 1985: responsable de service de la formation chrétienne au Vicariat pour le Brabant Wallon
- depuis 1988: adjoint de l’évêque auxiliaire de Brabant Wallon
- depuis 1991: coresponsable diocésain de la préparation au diaconat permanent
- depuis 1997: coresponsable de l’accompagnement des diacres au Vicariat du Brabant Wallon
- depuis 2002: membre de la direction du Centre d’Études Pastorales
- depuis juin 2010: vicaire épiscopal pour le Brabant Wallon.

Il est membre du Conseil d’administration de la radio catholique RCF et des Médias Catholiques. Il est proche de l’Institution Thérésienne, institut pour laïcs catholiques, actif dans plus de trente pays.

## Évêque
Le 22 février 2011 il est nommé évêque titulaire d'Apt et évêque auxiliaire de l'archidiocèse de Malines-Bruxelles et vicaire général chargé du vicariat du Brabant Wallon. 
La consécration épiscopale lui est conférée en la basilique de Koekelberg le 3 avril 2011 par l'archevêque André-Joseph Léonard, en même temps que celles de Jean Kockerols et Léon Lemmens nommés évêque auxiliaire de Bruxelles le même jour que lui.
Il choisit comme devise épiscopale une formule de l'évangile selon Jean : « Ut cognoscant Te »  (« Afin qu'ils Te connaissent»)
Sa démission est acceptée par le pape le 22 novembre 2023, effective le 31 décembre 2023. 

## Publications
- En tant que membre de l’équipe de rédaction de la revue diocésaine Pastoralia, il publie régulièrement des articles dans la revue.
- Il a traduit et corrigé les brochures pour les animateurs pastoraux et les participants des groupes Lire la Bible.
- Il a eu la supervision de la rédaction de plusieurs documents pastoraux pour le Brabant Wallon : La mission des équipes d’animation pastorale; Orientations pastorales en catéchèse; Dans la force de ton nom.